# 야마모토 료타로
야마모토 료타로(일본어: 山本 凌太郎, 1998년 12월 7일~)는 일본의 축구 선수이다.

## 구단 경력
그는 2017년 J2리그의 요코하마 FC에 입단했다. 2020년 J3리그의 YSCC 요코하마로 이적했다. 2024년까지 75경기에 출전하여, 3득점을 넣었다. 2024년후 현역 은퇴.